# Filip Remunda
Filip Remunda (Praga, 5 maggio 1973) è un regista, direttore della fotografia e produttore cinematografico ceco, noto soprattutto per aver co-diretto il documentario del 2004 Il sogno ceco.

## Biografia
Si laureò nel 2005 presso la Scuola di cinema e televisione dell'Accademia delle arti performative (FAMU) di Praga, sotto la supervisione del regista Karel Vachek. Il suo film Village B. venne nominato miglior documentario al Karlovy Vary International Film Festival del 2002 e al FAMU Festival del 2003; inoltre fu insignito del Don Quixote Award all'Art Film Trenčianske Teplice del 2003, oltre a ricevere numerosi premi in altri festival cinematografici in Europa e negli Stati Uniti. Durante i suoi studi ha anche frequentato un workshop presso la Sam Spiegel Film and Television School di Gerusalemme.
Insieme a Vít Klusák ha diretto il documentario comico Il sogno ceco (titolo originale in ceco: Český sen; titolo internazionale in inglese: Czech Dream) e gestisce Hypermarket Film Ltd., una società di produzione cinematografica indipendente con sede a Praga. Czech Dream ha vinto numerosi premi in festival cinematografici in tutto il mondo, tra cui il premio per il miglior documentario all'Aarhus Film Festival del 2004, al San Francisco International Film Festival del 2005 e al Traverse City Film Festival del 2005, nonché il premio per il miglior regista allo Zolotoy Vityaz Čeljabinsk del 2005 in Russia.
È co-fondatore dell'Institute of Documentary Film (IDF), associazione che sostiene la promozione dei film dell'Europa orientale, e tiene lezioni all'Ex Oriente Film, un workshop internazionale di sviluppo di documentari organizzato dall'IDF. 

## Filmografia parziale
- Hilary and Chris on the Way (Hilary a Chris na cestě, 1999)
- Village B. (Obec B., 2002)
- A.B.C.D.T.O.P.O.L. (2003)
- Il sogno ceco (Ceský sen, 2004)
- The Tadpole, The Rabbit and the Holy Ghost (Pulec, králík a Duch svatý, 2007)
- Czech Peace (Český mír, 2010)